# Eriococcus desertus
Eriococcus desertus är en insektsart som först beskrevs av Matesova 1957.  Eriococcus desertus ingår i släktet Eriococcus och familjen filtsköldlöss. Inga underarter finns listade i Catalogue of Life.